# Ligue 1
Giải bóng đá vô địch quốc gia Pháp (Ligue 1), còn được gọi là Ligue 1 McDonald's vì lý do tài trợ, là một giải đấu chuyên nghiệp của Pháp dành cho các câu lạc bộ bóng đá nam. Đứng đầu hệ thống giải đấu bóng đá Pháp, đây là giải đấu bóng đá chính của quốc gia. Được quản lý bởi Ligue de Football Professionnel, Ligue 1 được tranh tài bởi 18 câu lạc bộ (tính từ mùa giải 2023–24) và hoạt động theo hệ thống thăng hạng và xuống hạng với Ligue 2.
Mùa giải diễn ra từ tháng 8 đến tháng 5 năm sau. Các câu lạc bộ thi đấu hai trận với các đội khác ở giải đấu – một trận sân nhà và một trận sân khách – tổng cộng là 34 trận trong suốt mùa giải. Hầu hết các trận đấu được diễn ra vào thứ Bảy và Chủ nhật, với một số trận đấu được diễn ra vào các buổi tối ngày thường. Giải đấu thường xuyên bị tạm dừng vào cuối tuần trước Giáng sinh trong hai tuần trước khi trở lại vào tuần thứ hai của tháng 1. Tính đến năm 2024, Ligue 1 là một trong những giải đấu quốc gia hàng đầu, xếp thứ năm ở châu Âu, sau Premier League của Anh, La Liga của Tây Ban Nha, Serie A của Ý và Bundesliga của Đức.
Ligue 1 được khởi tranh lần đầu vào ngày 11 tháng 9 năm 1932 với tên gọi National trước khi chuyển sang tên gọi Division 1 sau một năm tồn tại. Giải tiếp tục hoạt động dưới tên gọi đó cho đến năm 2002 khi giải lấy tên hiện tại. Paris Saint-Germain là câu lạc bộ thành công nhất với 13 chức vô địch, trong khi Olympique Lyonnais (Lyon) là câu lạc bộ giành được nhiều danh hiệu liên tiếp nhất (7 danh hiệu từ năm 2002 đến 2008). AS Saint-Étienne là câu lạc bộ đầu tiên có 10 danh hiệu. Với sự hiện diện tại 74 mùa giải ở Ligue 1, Marseille giữ kỷ lục góp mặt ở hạng đấu cao nhất nhiều mùa giải nhất, trong khi Paris Saint-Germain giữ kỷ lục giải đấu với 51 mùa giải liên tiếp ở hạng đấu cao nhất (từ năm 1974 đến nay). FC Nantes là đội có chuỗi trận bất bại liên tiếp dài nhất (32 trận) và ít trận thua nhất (1 trận) trong một mùa giải, thành tích này diễn ra ở mùa giải 1994–95. Ngoài ra, Nantes còn giữ kỷ lục không thua trên sân nhà lâu nhất, với 92 trận từ tháng 5 năm 1976 đến tháng 4 năm 1981.
Nhà vô địch hiện tại là Paris Saint-Germain, đội đã giành được danh hiệu kỷ lục thứ 13 ở mùa giải 2024–25. Câu lạc bộ có trụ sở nước ngoài AS Monaco đã vô địch giải đấu nhiều lần, sự hiện diện của đội bóng này khiến giải đấu này trở thành một giải đấu xuyên biên giới.
Đến mùa giải 2023–24, số lượng đội bóng ở giải đấu đã giảm từ 20 đội xuống còn 18 đội; bốn đội ở Ligue 1 2022–23 xuống hạng Ligue 2 và chỉ có hai đội ở Ligue 2 được thăng hạng lên Ligue 1.

## Lịch sử

### Thành lập
Tính chuyên nghiệp trong bóng đá Pháp đã không tồn tại cho đến tháng 7 năm 1930, khi Hội đồng Quốc gia của Liên đoàn bóng đá Pháp bỏ phiếu ủng hộ việc thông qua nó. Những người sáng lập giải đấu bóng đá chuyên nghiệp Pháp là Georges Bayrou, Emmanuel Gambardella và Gabriel Hanot; giải chính thức đi vào hoạt động với mùa giải đầu tiên là 1932–1933.
Để tạo ra thành công một giải đấu bóng đá chuyên nghiệp trong nước, Liên đoàn đã giới hạn giải đấu ở 20 Câu lạc bộ. Để tham gia giải đấu, các CLB phải tuân theo ba tiêu chí quan trọng:
- CLB chắc chắn đã có những kết quả tích cực trong quá khứ.
- CLB phải có khả năng thu đủ doanh thu để cân bằng tài chính.
- CLB phải có khả năng chiêu mộ thành công ít nhất 8 cầu thủ chuyên nghiệp.

Nhiều câu lạc bộ không đồng ý với các tiêu chí chủ quan, đáng chú ý nhất là Strasbourg, RC Roubaix, Amiens SC và Stade Français; trong khi những câu lạc bộ khác như Rennes do sợ phá sản, và Olympique Lillois do xung đột lợi ích, đã miễn cưỡng trở thành chuyên nghiệp. Chủ tịch của Olympique Lillois, Henri Jooris, cũng là chủ tịch của Ligue du Nord, lo ngại giải đấu của ông sẽ sụp đổ và đề xuất nó trở thành giải đấu thứ hai của giải đấu mới. Cuối cùng, nhiều CLB đã giành được vị thế chuyên nghiệp, mặc dù việc thuyết phục các câu lạc bộ ở nửa phía bắc của đất nước trở nên khó khăn hơn; Strasbourg, RC Roubaix và Amiens từ chối chấp nhận giải đấu mới, trong khi ngược lại Mulhouse, Excelsior AC Roubaix, Metz và Fives chấp nhận giải đấu chuyên nghiệp. Ở miền nam nước Pháp, các câu lạc bộ như Marseille, Hyères, Montpellier, Nîmes, Cannes, Antibes và Nice rất ủng hộ giải đấu mới và chấp nhận vị thế chuyên nghiệp của họ mà không tranh cãi.

### Tổ chức
| Mùa giải  | Vô địch               |
| --------- | --------------------- |
| 1932-1933 | Olympique Lillois     |
| 1933-1934 | Sète                  |
| 1934-1935 | FC Sochaux            |
| 1935-1936 | Racing Club de France |
| 1936-1937 | Marseille             |
| 1937-1938 | FC Sochaux            |
| 1938-1939 | Sète                  |

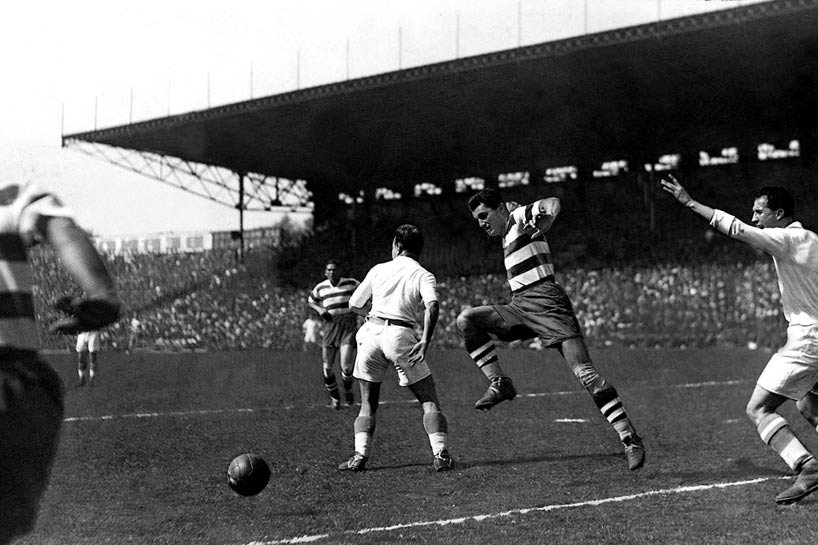
Trận đấu giữa Sète và Olympique de Marseille vào năm 1934.

Mùa giải đầu tiên của giải đấu chuyên nghiệp, được gọi là National, được tổ chức vào năm 1932-1933. 20 thành viên đầu tiên của National là: Antibes, CA Paris, Cannes, Club Français, Excelsior AC Roubaix, Fives, Hyères, Marseille, Metz, Mulhouse, Nice, Nîmes, Alès, Lille, Racing Club de France, Red Star Olympique, Rennes, Sochaux, Sète và Montpellier. 20 CLB được chia thành hai bảng, mỗi bảng 10 đội, với ba câu lạc bộ cuối cùng của mỗi bảng bị xuống hạng Division 2. Hai đội chiến thắng của mỗi bảng sau đó sẽ đối đầu với nhau trong một trận chung kết được tổ chức tại một địa điểm trung lập, sau đó là sân vận động Olympique Yves-du-Manoir. Trận chung kết đầu tiên được tổ chức vào ngày 14 tháng 5 năm 1933, đội đứng đầu của bảng A, Olympique Lillois gặp đội nhì bảng B là Cannes (đội đầu bảng B là Antibes bị Liên đoàn bóng đá Pháp nghi ngờ hối lộ nên đã bị truất quyền thi đấu). Sau đó Olympique Lillois đã lên ngôi vô địch với chiến thắng 4-3. Sau mùa giải đó, giải đấu quyết định giữ lại 14 câu lạc bộ và không thăng hạng bất kỳ đội nào từ giải hạng hai. Giải đấu cũng đồng ý đổi tên từ National thành Division 1. Trong mùa giải 1934-1935, giải đấu đã tổ chức một hệ thống thăng hạng và xuống hạng hợp pháp, nâng tổng số câu lạc bộ ở giải hạng nhất lên con số 16 và duy trì đến mùa giải 1938-1939.

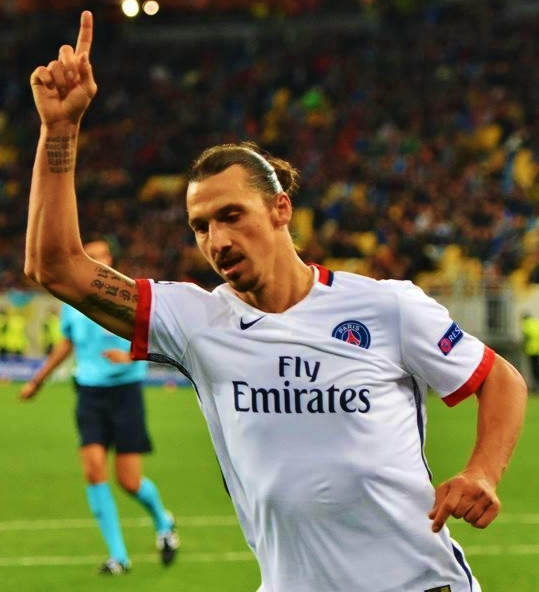
Zlatan Ibrahimović, cầu thủ giữ kỷ lục ghi bàn nhiều nhất và có hat-trick nhanh nhất lịch sử Ligue 1.

Vì Thế chiến II, bóng đá đã bị đình chỉ bởi chính phủ Pháp và Liên đoàn bóng đá chuyên nghiệp (LFP), mặc dù các câu lạc bộ thành viên của nó tiếp tục chơi trong các giải đấu khu vực. Trong "giải vô địch chiến tranh", như họ được gọi, tính chuyên nghiệp đã bị bãi bỏ bởi chế độ Vichy và các câu lạc bộ buộc phải tham gia vào các giải đấu khu vực, được chỉ định là Zone Sud và Zone Nord. Do không liên kết với hai giải đấu, LFP và FFF không công nhận chức vô địch mà các câu lạc bộ giành được và do đó mùa giải từ năm 1939-1945 là không tồn tại theo quan điểm của hai tổ chức. Sau khi kết thúc chiến tranh và giải phóng nước Pháp, bóng đá chuyên nghiệp trở lại Pháp. Giải hạng nhất đã tăng phân bổ các câu lạc bộ lên 18 đội, đến mùa giải 1965-1966 thì  tăng lên 20 đội.
Năm 1964, quy tắc trung bình bàn thắng đã được thay thế bằng quy tắc hiệu số bàn thắng bại. Năm 2002, giải đấu đổi tên từ Division 1 thành Ligue 1 như hiện nay. Vào năm 2011, quỹ đầu tư Qatar Investment Authority (QSI) của ông chủ người Qatar là Nasser Al-Khelaïfi đã mua lại CLB Paris Saint-Germain, qua đó CLB này đã có một tiềm lực tài chính dồi dào, trở thành CLB bóng đá giàu có nhất thế giới cho đến năm 2021.

## Định dạng
- 20 câu lạc bộ: 1932–1933
- 14 câu lạc bộ: 1933–1934
- 16 câu lạc bộ: 1934–1939
- 18 câu lạc bộ: 1945–1946
- 20 câu lạc bộ: 1946–1947
- 18 câu lạc bộ: 1947–1958
- 20 câu lạc bộ: 1958–1963
- 18 câu lạc bộ: 1963–1965
- 20 câu lạc bộ: 1965–1968
- 18 câu lạc bộ: 1968–1970
- 20 câu lạc bộ: 1970–1997
- 18 câu lạc bộ: 1997–2002
- 20 câu lạc bộ: 2002–2023
- 18 câu lạc bộ: 2023–nay

## Thể thức giải đấu
Có 18 câu lạc bộ ở Ligue 1. Trong suốt một mùa giải, thường là từ tháng 8 đến tháng 5 năm sau, mỗi câu lạc bộ sẽ chơi với các câu lạc bộ khác hai lần, một lần tại sân nhà của họ và một lần tại sân của đối thủ, tổng cộng là 34 trận, mặc dù có những trường hợp đặc biệt cho phép một câu lạc bộ tổ chức các trận đấu tại các địa điểm khác như khi Lille tiếp đón Lyon tại Stade de France vào năm 2007 và 2008. Các đội nhận được ba điểm cho một trận thắng, một điểm cho một trận hòa và không có điểm nào cho một trận thua. Các đội được xếp hạng theo tổng số điểm, sau đó là hiệu số bàn thắng bại và sau đó là số bàn thắng ghi được. Vào cuối mỗi mùa giải, câu lạc bộ có nhiều điểm nhất sẽ lên ngôi vô địch. Nếu số điểm bằng nhau, hiệu số bàn thắng bại và sau đó là số bàn thắng ghi được sẽ quyết định đội chiến thắng. Nếu vẫn bằng nhau, các đội được coi là chiếm cùng một vị trí. Nếu có sự hòa nhau trong vị trí vô địch, xuống hạng hoặc vị trí đủ điều kiện tham gia các giải đấu khác thì một trận play-off tại một địa điểm trung lập sẽ quyết định thứ hạng. Chỉ riêng trong mùa giải 2015–16, hai đội sẽ xuống hạng và chỉ có hai đội từ Ligue 2 được thăng hạng, nhưng quyết định này đã bị hủy bỏ và ba đội sẽ xuống hạng và ba đội sẽ thăng hạng. Do đó, mùa giải 2016–17 chứng kiến sự trở lại của trận play-off trụ hạng giữa đội xếp thứ 18 của Ligue 1 và đội xếp thứ ba ở Ligue 2 trong một cuộc đối đầu hai lượt, với đội Ligue 2 là đội chủ nhà của trận lượt đi.
Trước đây, giải đấu sử dụng một thể thức thăng hạng và xuống hạng khác. Trước năm 1995, thể thức của giải đấu là xuống hạng trực tiếp của hai đội cuối bảng và một trận play-off giữa đội hạng nhất thứ ba từ dưới lên và đội chiến thắng trong trận play-off hạng nhì, tương tự như Eredivisie của Hà Lan và Bundesliga của Đức. Giải đấu cũng đã thử nghiệm với luật "thưởng" (bonus). Từ năm 1973 đến năm 1976, một luật thưởng cho các đội ghi được ba bàn thắng trở lên trong một trận đấu với một điểm thưởng, bất kể kết quả ra sao, với mục đích khuyến khích lối chơi tấn công. Trải nghiệm cuối cùng không có kết quả rõ ràng. Vào đầu mùa giải 2006–07, giải đấu đã giới thiệu Bảng tấn công để khuyến khích ghi nhiều bàn thắng hơn ở Ligue 1 và Ligue 2. LFP, với sự giúp đỡ của cựu huấn luyện viên Michel Hidalgo, đã đưa ra ý tưởng thưởng cho những đội ghi được nhiều bàn thắng nhất. Bảng này tương tự như ý tưởng trước đó, nhưng độc lập với bảng xếp hạng chính thức của giải đấu và các câu lạc bộ chỉ được thưởng bằng tiền thưởng.
Vào tháng 6 năm 2021, LFP đã bỏ phiếu áp đảo tại đại hội đồng của mình để ký hợp đồng Ligue 1 trở lại với 18 câu lạc bộ cho mùa giải 2023–24 bằng cách xuống hạng bốn câu lạc bộ và thăng hạng hai câu lạc bộ từ Ligue 2 tại mùa giải 2022–23.

### Tham dự giải đấu Châu Âu
Kể từ mùa giải 2023–24, theo hệ số UEFA, bốn đội đứng đầu tại Ligue 1 sẽ đủ điều kiện tham dự UEFA Champions League, trong đó ba đội đứng đầu sẽ vào thẳng vòng đấu hạng còn đội đứng thứ tư sẽ vào vòng loại thứ ba. Đội đứng thứ năm sẽ đủ điều kiện tham dự UEFA Europa League, đội thứ sáu sẽ tham dự UEFA Conference League. Vị trí cuối cùng của Europa League được xác định thông qua giải đấu cúp quốc gia, Coupe de France. Nếu đội vô địch cúp đủ điều kiện tham dự giải đấu châu Âu thông qua vị trí trong giải vô địch, đội đứng thứ bảy tại Ligue 1 sẽ đủ điều kiện tham dự Conference League. Nếu Pháp nằm trong số hai quốc gia kiếm được nhiều điểm hệ số nhất ở một mùa giải thì một suất vòng bảng Champions League bổ sung sẽ được trao cho đội đứng thứ tư; như vậy, suất vòng loại thứ ba Champions League và tất cả các suất bên dưới sẽ bị đẩy xuống một bậc.

## Các câu lạc bộ
Tổng cộng có 74 câu lạc bộ đã thi đấu ở Ligue 1 từ khi giải thành lập vào mùa giải 1932–33 cho đến mùa giải 2024–25. Hiện tại, Marseille, Montpellier, Nice và Rennes là những thành viên sáng lập duy nhất của giải đấu đang chơi ở Ligue 1. Paris Saint-Germain là câu lạc bộ duy nhất không phải chịu xuống hạng. Họ đã giành quyền thăng hạng lên hạng cao nhất vào mùa giải 1974–75 và không hề xuống hạng kể từ đó. Paris Saint-Germain đã bị xuống hạng về mặt hành chính sau khi tách khỏi Paris FC vào năm 1972, nhưng đã trở lại hạng đấu cao nhất hai mùa giải sau đó.
Trên bình diện quốc tế, các câu lạc bộ Ligue 1 nổi tiếng nhất bao gồm Marseille, Lyon, Monaco và Lille.

### Mùa giải 2024–25
18 câu lạc bộ sau đây sẽ tham gia thi đấu ở mùa giải Ligue 1 2024–25.
Tính đến đầu mùa giải Ligue 1 2024–25
| Câu lạc bộ          | Mùa giải 2023–24         | Mùa giải đầu tiên ở hạng đấu cao nhất | Số mùa giải ở Ligue 1 | Sân vận động            | Sức chứa | Số danh hiệu Ligue 1 | Huấn luyện viên trưởng |
| ------------------- | ------------------------ | ------------------------------------- | --------------------- | ----------------------- | -------- | -------------------- | ---------------------- |
| Angers              | á quân Ligue 2           | 1956–57                               | 34                    | Raymond Kopa            | 18.752   | 0                    | Alexandre Dujeux       |
| Auxerre             | vô địch Ligue 2          | 1980–81                               | 32                    | Abbé-Deschamps          | 18.541   | 1                    | Christophe Pélissier   |
| Brest               | thứ 3                    | 1979–80                               | 19                    | Francis-Le Blé          | 15.931   | 0                    | Eric Roy               |
| Le Havre            | thứ 15                   | 1938–39                               | 25                    | Océane                  | 25.178   | 0                    | Luka Elsner            |
| Lens                | thứ 7                    | 1937–38                               | 63                    | Bollaert-Delelis        | 38.223   | 1                    | trống                  |
| Lille               | thứ 4                    | 1945–46                               | 65                    | Pierre-Mauroy           | 50.186   | 4                    | Bruno Génésio          |
| Lyon                | thứ 5                    | 1945–46                               | 67                    | Parc Olympique Lyonnais | 59.186   | 7                    | Pierre Sage            |
| Marseille           | thứ 8                    | 1932–33                               | 75                    | Vélodrome               | 67.394   | 9                    | trống                  |
| Monaco              | á quân                   | 1953–54                               | 66                    | Louis II                | 16.360   | 8                    | Adi Hütter             |
| Montpellier         | thứ 12                   | 1932–33                               | 43                    | Mosson                  | 32.900   | 1                    | Michel Del Zakarian    |
| Nantes              | thứ 14                   | 1963–64                               | 57                    | Beaujoire               | 35.322   | 8                    | Antoine Kombouaré      |
| Nice                | thứ 5                    | 1932–33                               | 66                    | Allianz Riviera         | 36.178   | 4                    | Franck Haise           |
| Paris Saint-Germain | vô địch                  | 1971–72                               | 52                    | Công viên các Hoàng tử  | 47.929   | 11                   | Luis Enrique           |
| Reims               | thứ 9                    | 1945–46                               | 40                    | Auguste-Delaune         | 21.029   | 6                    | Samba Diawara          |
| Rennes              | thứ 10                   | 1932–33                               | 68                    | Roazhon Park            | 29.778   | 0                    | Julien Stéphan         |
| Strasbourg          | thứ 13                   | 1934–35                               | 64                    | Meinau                  | 26.109   | 1                    | Patrick Vieira         |
| Saint-Étienne       | thứ 3 Ligue 2 (play-off) | 1938–39                               | 70                    | Geoffroy-Guichard       | 41.965   | 10                   | Olivier Dall'Oglio     |
| Toulouse            | thứ 11                   | 1982–83                               | 35                    | Toulouse                | 33.150   | 0                    | Carles Martínez Novell |

## Tài chính
Tài chính và ngân sách của các câu lạc bộ Ligue 1 được quản lý bởi DNCG (Tổng cục kiểm soát quản lý quốc gia) , một tổ chức chịu trách nhiệm theo dõi tài khoản của các câu lạc bộ bóng đá chuyên nghiệp tại Pháp. Cơ quan này được thành lập vào năm 1984 và là một ban hành chính của Liên đoàn bóng đá chuyên nghiệp (LFP). Nhiệm vụ của DNCG là giám sát mọi hoạt động tài chính của 44 câu lạc bộ thành viên của LFP, phát triển nguồn lực của các câu lạc bộ chuyên nghiệp, áp dụng các biện pháp trừng phạt đối với những câu lạc bộ vi phạm các quy tắc hoạt động, bảo vệ đạo đức và lợi ích của bóng đá Pháp nói chung.
Sau một báo cáo của DNCG, người ta xác định rằng tổng ngân sách của các câu lạc bộ Ligue 1 là 910 triệu euro cho mùa giải 2005–06, tăng 39% so với mùa giải 2002–03. Lý do chính cho sự gia tăng này chủ yếu liên quan đến thỏa thuận bản quyền truyền hình mà giải đấu thường xuyên ký kết. Ngoại trừ Paris Saint-Germain, nhiều câu lạc bộ hạng đấu hàng đầu đều cực kỳ mạnh mẽ như Auxerre, Bordeaux, Lille và Lyon, được gọi là "được quản lý hoàn hảo". Tuy nhiên, gần đây DNCG đã khuyến khích các câu lạc bộ tập trung vào việc hạn chế "hóa đơn tiền lương tăng vọt và quy mô nợ nần" của họ sau khi phát hiện ra rằng toàn bộ tài khoản của các câu lạc bộ LFP đã bị thâm hụt trong mùa giải thứ ba liên tiếp (2008–2011) với mức thâm hụt ước tính là 130 triệu euro. Năm 2012, LFP thông báo rằng khoản thâm hụt của các câu lạc bộ đã giảm một nửa từ €130 triệu xuống còn €65 triệu. Ligue 1 đứng thứ năm về doanh thu mà các câu lạc bộ mang lại với giải đấu mang lại 0,6 tỷ bảng Anh cho mùa giải 2006–07, sau Anh, Ý, Tây Ban Nha và Đức.
Xét về bóng đá thế giới, các câu lạc bộ Lyon và Marseille nằm trong số những câu lạc bộ bóng đá giàu nhất thế giới và thường xuyên góp mặt trong bảng xếp hạng Deloitte Football Money League về các câu lạc bộ bóng đá theo doanh thu từ hoạt động bóng đá. Trong danh sách được biên soạn vào mùa giải 2008–09, Lyon xếp thứ 13 trong số các câu lạc bộ tạo ra khoảng 139,6 triệu euro, trong khi Marseille đứng ngay sau họ ở vị trí thứ 14 tạo ra 133,2 triệu euro.
Năm 2016, chỉ có Paris Saint-Germain lọt vào top 30 của Deloitte Football Money League (xếp hạng 4). Từ năm 2017 đến năm 2020, Paris Saint-Germain (xếp hạng từ năm đến bảy) và Lyon (xếp hạng từ 17 đến 28) đều lọt vào top 30.

## Thành tích theo câu lạc bộ
In đậm chỉ các câu lạc bộ thi đấu ở Ligue 1 2025–26.
| Câu lạc bộ          | Vô địch | Á quân | Mùa giải vô địch |
| ------------------- | ------- | ------ | --- |
| Paris Saint-Germain | 13      | 9      | 1985–86, 1993–94, 2012–13, 2013–14, 2014–15, 2015–16, 2017–18, 2018–19, 2019–20, 2021–22, 2022–23, 2023–24, 2024–25 |
| Saint-Étienne       | 10      | 3      | 1956–57, 1963–64, 1966–67, 1967–68, 1968–69, 1969–70, 1973–74, 1974–75, 1975–76, 1980–81                            |
| Marseille           | 9       | 14     | 1936–37, 1947–48, 1970–71, 1971–72, 1988–89, 1989–90, 1990–91, 1991–92, 2009–10                                     |
| Monaco              | 8       | 7      | 1960–61, 1962–63, 1977–78, 1981–82, 1987–88, 1996–97, 1999–2000, 2016–17                                            |
| Nantes              | 8       | 7      | 1964–65, 1965–66, 1972–73, 1976–77, 1979–80, 1982–83, 1994–95, 2000–01                                              |
| Lyon                | 7       | 5      | 2001–02, 2002–03, 2003–04, 2004–05, 2005–06, 2006–07, 2007–08                                                       |
| Bordeaux            | 6       | 9      | 1949–50, 1983–84, 1984–85, 1986–87, 1998–99, 2008–09                                                                |
| Reims               | 6       | 3      | 1948–49, 1952–53, 1954–55, 1957–58, 1959–60, 1961–62                                                                |
| Lille               | 4       | 6      | 1945–46, 1953–54, 2010–11, 2020–21                                                                                  |
| Nice                | 4       | 3      | 1950–51, 1951–52, 1955–56, 1958–59                                                                                  |
| Sochaux             | 2       | 3      | 1934–35, 1937–38 |
| Sète                | 2       | –      | 1933–34, 1938–39 |
| Lens                | 1       | 5      | 1997–98 |
| RC Paris            | 1       | 2      | 1935–36 |
| Olympique Lillois   | 1       | 1      | 1932–33 |
| Strasbourg          | 1       | 1      | 1978–79 |
| Roubaix-Tourcoing   | 1       | –      | 1946–47 |
| Auxerre             | 1       | –      | 1995–96 |
| Montpellier         | 1       | –      | 2011–12 |
| Nîmes               | –       | 4      | – |
| Cannes              | –       | 1      | – |
| Fives               | –       | 1      | – |
| Toulouse (1937)     | –       | 1      | – |
| Metz                | –       | 1      | – |

Ghi chú
1. 1 2  Các câu lạc bộ thành lập Lille OSC

## Các kỷ lục

### Thi đấu nhiều nhất
| Hạng | Cầu thủ             | Giai đoạn | (Các) câu lạc bộ                                  | Số trận |
| ---- | ------------------- | --------- | ------------------------------------------------- | ------- |
| 1    | Mickaël Landreau    | 1997–2014 | Nantes, Paris Saint-Germain, Lille, Bastia        | 618     |
| 2    | Jean-Luc Ettori     | 1975–1994 | Monaco                                            | 602     |
| 3    | Dominique Dropsy    | 1971–1989 | Valenciennes, Strasbourg, Bordeaux                | 596     |
| 4    | Dominique Baratelli | 1967–1985 | Ajaccio, Nice, Paris Saint-Germain                | 593     |
| 5    | Alain Giresse       | 1970–1988 | Bordeaux, Marseille                               | 586     |
| 6    | Sylvain Kastendeuch | 1982–2001 | Metz, Saint-Étienne, Toulouse                     | 577     |
| 7    | Patrick Battiston   | 1973–1991 | Bordeaux, Metz, Saint-Étienne, Monaco             | 558     |
| 8    | Jacky Novi          | 1964–1980 | Marseille, Nîmes, Paris Saint-Germain, Strasbourg | 545     |
| 9    | Roger Marche        | 1944–1962 | Reims, RC Paris                                   | 542     |
| 10   | Steve Mandanda      | 2007–nay  | Marseille, Rennes                                 | 537     |

Ghi chú
1. ↑  Nơi cầu thủ chơi các trận đấu tại Ligue 1.

### Ghi bàn nhiều nhất
| Hạng | Cầu thủ          | Giai đoạn | (Các) câu lạc bộ                            | Số bàn thắng | Số trận | Hiệu số |
| ---- | ---------------- | --------- | ------------------------------------------- | ------------ | ------- | ------- |
| 1    | Delio Onnis      | 1972–1986 | Monaco, Reims, Tours, Toulon                | 299          | 449     | 0,67    |
| 2    | Bernard Lacombe  | 1969–1987 | Lyon, Saint-Étienne, Bordeaux               | 255          | 497     | 0,51    |
| 3    | Hervé Revelli    | 1965–1978 | Saint-Étienne, Nice                         | 216          | 389     | 0,56    |
| 4    | Roger Courtois   | 1932–1956 | Sochaux, Troyes                             | 210          | 288     | 0,73    |
| 5    | Thadée Cisowski  | 1947–1961 | Metz, RC Paris, Valenciennes                | 206          | 286     | 0,72    |
| 6    | Roger Piantoni   | 1950–1966 | FC Nancy, Reims, Nice                       | 203          | 394     | 0,52    |
| 7    | Kylian Mbappé    | 2015–2024 | Monaco, Paris Saint-Germain                 | 191          | 246     | 0,78    |
| 8    | Joseph Ujlaki    | 1947–1964 | Stade Français, Sète, Nîmes, Nice, RC Paris | 190          | 438     | 0,43    |
| 9    | Fleury Di Nallo  | 1960–1975 | Lyon, Red Star                              | 187          | 425     | 0,44    |
| 10   | Carlos Bianchi   | 1973–1980 | Reims, Paris Saint-Germain, Strasbourg      | 179          | 220     | 0,81    |
| 10   | Gunnar Andersson | 1950–1960 | Marseille, Bordeaux                         | 179          | 234     | 0,76    |

Ghi chú
1. ↑  Nơi cầu thủ ghi bàn tại Ligue 1

Chữ nghiêng biểu thị cầu thủ vẫn còn đang chơi bóng đá chuyên nghiệp ngoài Ligue 1.

## Truyền thông
LFP trước đây đã có các thỏa thuận về quyền với các kênh truyền hình cao cấp Canal+ và beIN Sports. Thỏa thuận với beIN Media Group, được ký kết vào ngày 23 tháng 6 năm 2011, đã trả cho LFP 510 triệu euro trong bốn mùa giải. Sau thông báo về thỏa thuận, người ta tiết lộ rằng Canal+ đã mua bốn gói truyền hình, trong khi beIN Sports mua hai gói.
Năm 2018, Mediapro đã mua lại ba trong bốn gói quyền truyền thông LFP lớn cho giai đoạn 2020-21 đến năm 2024, phần lớn thay thế Canal+ trong một thỏa thuận có giá trị kỷ lục 1,15 tỷ euro. beIN Sports duy trì "lô 3", bao gồm hai trận đấu mỗi tuần vào tối thứ Bảy và chiều Chủ nhật. Mediapro dự kiến sẽ thiết lập một kênh mới để lưu trữ các quyền này. beIN Sports sau đó đã cấp phép lại gói của mình cho Canal+. Vào tháng 6 năm 2020, Mediapro đã công bố quan hệ đối tác với TF1, theo đó kênh mới sẽ tận dụng tài năng và nguồn lực của mạng lưới và được đổi tên thành Téléfoot — một phần mở rộng của chương trình bóng đá dài tập của TF1. Những người dẫn chương trình Téléfoot là Grégoire Margotton và Bixente Lizarazu sẽ đóng vai trò là nhóm phát sóng chính trong ít nhất 20 trận đấu mỗi mùa giải.
Nhằm đàm phán lại hợp đồng do tác động tài chính của COVID-19, Mediapro bắt đầu giữ lại các khoản thanh toán bản quyền cho LFP vào tháng 10 năm 2020. Giám đốc điều hành của LFP Arnaud Rouger tuyên bố vào tháng 10 năm 2020 rằng họ có thể phải theo đuổi một đài truyền hình mới nếu họ không thể giải quyết tranh chấp với Mediapro. Vào tháng 12 năm 2020, có thông tin cho rằng Mediapro đang chuẩn bị đóng cửa Téléfoot sau khi đồng ý bồi thường cho LFP về hai khoản thanh toán bản quyền bị thiếu. Vào tháng 2 năm 2021, Canal+ đã đạt được thỏa thuận tạm thời để mua lại các gói bản quyền do Mediapro nắm giữ trong phần còn lại của mùa giải và sau đó cấp phép phụ cho Ligue 2 cho beIN; Téléfoot đóng cửa vào ngày 8 tháng 2 năm 2021.
Vào tháng 6 năm 2021, LFP đã bán lại các gói quyền phát sóng Ligue 1 cho Canal+ và Amazon Prime Video đến hết năm 2024, với tổng số tiền mà hai đài truyền hình này phải trả là 663 triệu euro. Canal+ nắm giữ quyền phát sóng hai trận đấu mỗi tuần. Vào tháng 8 năm 2023, công ty đã công bố thỏa thuận cấp phép phụ với DAZN để phát trực tuyến các trận đấu của mình trên một kênh có thương hiệu trong dịch vụ này như một phần trong đợt ra mắt tại địa phương của DAZN. Canal+ không có kế hoạch gia hạn quyền sau khi mùa giải 2024 kết thúc.

## Giải thưởng

### Cúp

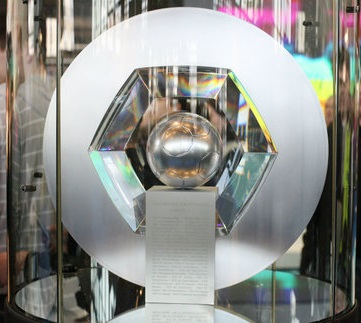
Cúp vô địch Ligue 1: LHexagoal.

Chiếc cúp Ligue 1 hiện tại, L'Hexagoal, được phát triển bởi Ligue de Football Professionnel và được Pablo Reinoso thiết kế và sáng tạo. Chiếc cúp đã được trao cho nhà vô địch của Pháp kể từ cuối mùa giải 2006–07, thay thế cho chiếc cúp Ligue 1 trước đó chỉ tồn tại trong 5 năm. Cái tên Hexagoal bắt nguồn từ một cuộc thi chính thức do LFP và kênh truyền hình Pháp TF1 tạo ra để xác định tên cho chiếc cúp mới. Hơn 9.000 đề xuất đã được gửi đến và vào ngày 20 tháng 5 năm 2007, thành viên Liên đoàn bóng đá Pháp Frédéric Thiriez đã thông báo rằng, sau một cuộc bỏ phiếu trực tuyến, thuật ngữ Hexagoal đã nhận được một nửa số phiếu bầu. Câu lạc bộ đầu tiên nâng cao chiếc cúp mới là Olympique Lyonnais, đội đã giành được vinh dự này sau khi vô địch mùa giải 2007–08.

### Giải thưởng hàng tháng và hàng năm
Sau mùa giải, Giải thưởng UNFP được tổ chức và các giải thưởng như Cầu thủ xuất sắc nhất năm, Huấn luyện viên xuất sắc nhất năm và Cầu thủ trẻ xuất sắc nhất năm từ cả Ligue 1 và Ligue 2 được trao.

## Nhà tài trợ
- Ligue 1 Orange (2002–2008)
- Ligue 1 Conforama (2017–2020)
- Ligue 1 Uber Eats (2020–2024)
- Ligue 1 McDonald's (2024–nay)